# Shōjo Comic
Shōjo Comic (även kallad Shokomi, Sho-Comi, Shoujo Comic och ShoCom) är ett månatligt mangamagasin med shojomanga. Magasinet ges ut av förlaget Shogakukan sedan 1968.
Från början gavs tidningen ut varje vecka, men vid 1980-talet blev utgivningen månatlig istället.
De mangor som fanns i Shojo Comic från början var väldigt strikta. I mangorna fanns inte ens kyss-scener, och när det fanns så var det inte många serier som hade det. Men nu har magasinet mer sexuella inslag än andra shojo-tidningar som till exempel Hana to Yume. [källa behövs] Dock räknas inte inslagen som pornografiska, och i engelska och amerikanska tillfällen tillhör de serierna med dessa inslag genren "smut". (Som betyder "snusk")